# Óscar Restrepo
- No confundir con el periodista deportivo Óscar Restrepo Pérez.

Óscar Alejandro Restrepo Ramìrez (Medellín, Antioquia, Colombia; 2 de enero de 1974) más conocido como El Chicó Restrepo es un exfutbolista colombiano. Jugaba como mediocampista marcó 70 goles en 19 años que estuvo activo.

## Selección nacional
Fue internacional con la selección de 1995 a 2002,donde hizo aparición en 6 partidos donde hizo un gol. Y tres de esos partidos fueron para las Eliminatorias a Corea y Japón 2002

### Goles internacionales
| # | Fecha     | Lugar                                | Rival  | Gol | Resultado | Competición |
| - | --------- | ------------------------------------ | ------ | --- | --------- | ----------- |
| 1 | 12-5-2002 | Estadio Azteca, México, D.F., México | México | 1-1 | 1-2       | Amistoso    |

### Participaciones enEliminatorias al Mundial
| Eliminatoria                                | Sede del Mundial      | Posición      | Resultado | PJ | GA | Asis |
| ------------------------------------------- | --------------------- | ------------- | --------- | -- | -- | ---- |
| Eliminatorias Mundial de Corea y Japón 2002 | Corea del Sur y Japón | 6°lugar 27pts | Eliminado | 3  | 0  | 0    |

## Clubes
| Club                   | País                   | Año       |
| ---------------------- | ---------------------- | --------- |
| Independiente Medellín | Colombia               | 1993-1994 |
| Deportes Quindío       | Colombia               | 1995-1998 |
| Envigado FC            | Colombia               | 1999      |
| Junior                 | Colombia               | 2000-2001 |
| Atlético Nacional      | Colombia               | 2002      |
| Deportivo Cali         | Colombia               | 2003      |
| Envigado FC            | Colombia               | 2004-2005 |
| Baniyas SC             | Emiratos Árabes Unidos | 2005-2006 |
| Envigado FC            | Colombia               | 2006      |
| Deportivo Pereira      | Colombia               | 2007      |
| América de Cali        | Colombia               | 2008-2010 |
| Estudiantes de Mérida  | Venezuela              | 2010      |
| Boyacá Chico           | Colombia               | 2012      |

## Palmarés

### Campeonatos nacionales
| Título              | Club            | País     | Año  |
| ------------------- | --------------- | -------- | ---- |
| Torneo Finalización | América de Cali | Colombia | 2008 |